# Bathygadus furvescens
Bathygadus furvescens är en fiskart som beskrevs av Alcock, 1894. Bathygadus furvescens ingår i släktet Bathygadus och familjen skolästfiskar. Inga underarter finns listade.